# Worobijiwka (rejon połoński)
Worobijiwka (ukr. Воробіївка) – wieś w rejonie połońskim obwodu chmielnickiego Ukrainy.

## Historia
Miejscowość wymieniana w dokumencie z 1585 roku pod nazwą Rublewka jako część włości czudnowskiej, darowanej przez księcia Konstantego Ostrogskiego, wojewodę kijowskiego, swojej synowej księżnie Zuzannie Ostrogskiej, żonie Janusza Ostrogskiego, wojewody wołyńskiego.
W Słowniku geograficznym Królestwa Polskiego widnieje pod nazwą Wróblówka. Pod koniec XIX wieku wieś w należała do gminy Kustowce w powiecie nowogradwołyńskim.